# Geoffrey Jefferson
Geoffrey Jefferson (Stockton-on-Tees, 10 de abril de 1886 – Manchester, 29 de janeiro de 1961) foi um neurocirurgião britânico.
Estudou medicina na Universidade de Manchester, com bacharelado em 1909. Em 1911 tornou-se fellow do Royal College of Surgeons e em 1913 obteve um M.S. na Universidade de Londres.
Em 1947 foi eleito fellow da Royal Society e nomeado Knight Bachelor em 1950. Recebeu a Medalha Lister de 1948. Recebeu a Medalha Fedor Krause de 1960.